# ديسقوريا خماسية الأوراق
ديسقوريا خماسية الأوراق (الاسم العلمي:Dioscorea pentaphylla) هي نوع من النباتات تتبع جنس الديسقوريا من الفصيلة الديسقورية.